# NGC 2927

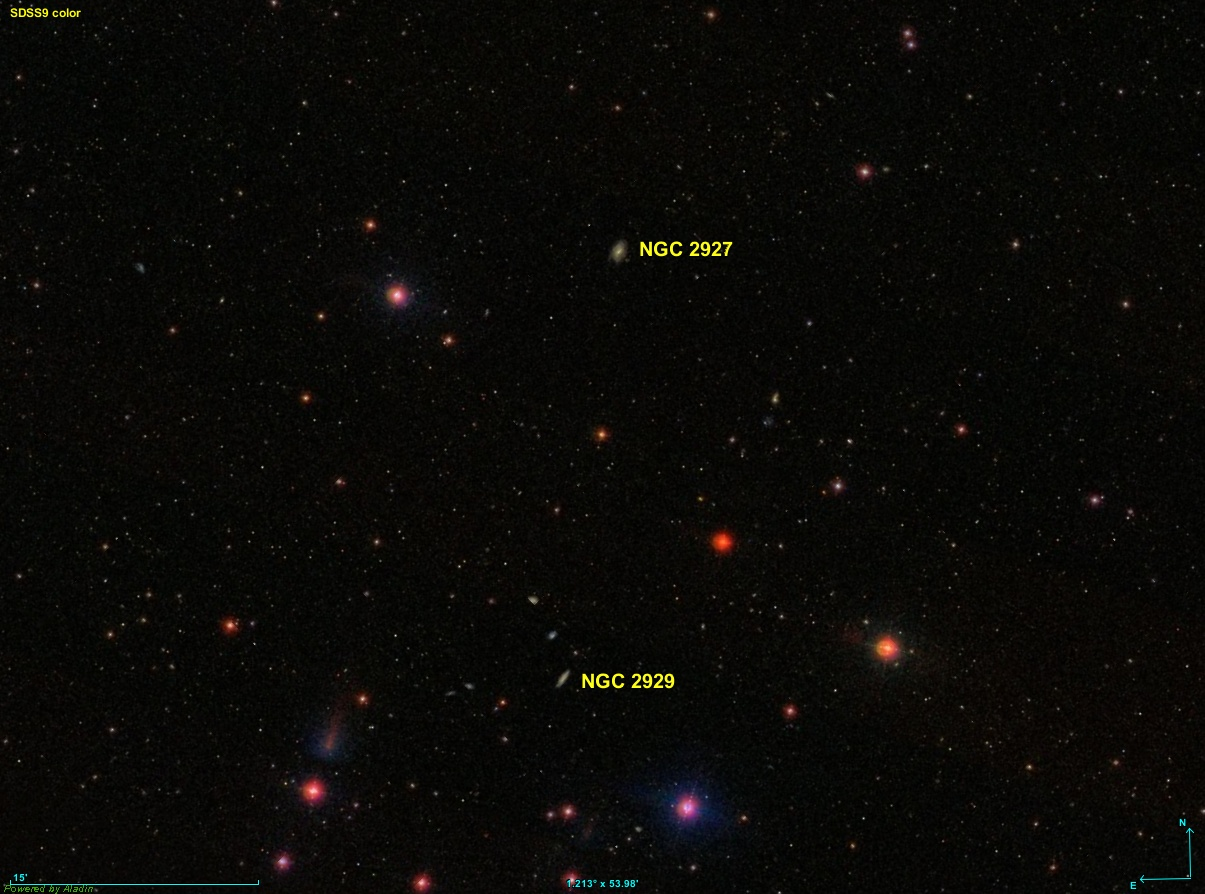
Emplacement de la paire de galaxie NGC 2927 et NGC 2929.

NGC 2927 est une vaste galaxie spirale barrée située dans la constellation du Lion.. NGC 2927 a été découverte par l'astronome prussien Heinrich d'Arrest en 1863.

## Caractéristiques
La classe de luminosité de NGC 2927 est II et elle présente une large raie HI. Selon la base de données Simbad, NGC 2927 est une radiogalaxie.

### Distance
Sa vitesse par rapport au fond diffus cosmologique est de  7 830 ± 20 km/s, ce qui correspond à une distance de Hubble de 115,5 ± 8,1 Mpc (∼377 millions d'al).
À ce jour, trois mesures non basées sur le décalage vers le rouge (redshift) donnent une distance de 120,667 ± 1,528 Mpc (∼394 millions d'al), ce qui est à l'intérieur des valeurs de la distance de Hubble.
Le professeur Seligman et la base de données NASA/IPAC classent cette galaxie comme une spirale intermédiaire. Pourtant, la barre qui traverse le centre de celle-ci est nettement visible sur l'image de l'étude SDSS : ainsi la classification de spirale barrée par Wolfgang Steinicke et HyperLeda semble plus appropriée.

## Paire de galaxies
Les galaxies NGC 2927 et NGC 2929 sont rapprochées sur la sphère céleste et à des distances comparables de nous. Elles forment donc une paire de galaxies.

## Un groupe de galaxies oublié?

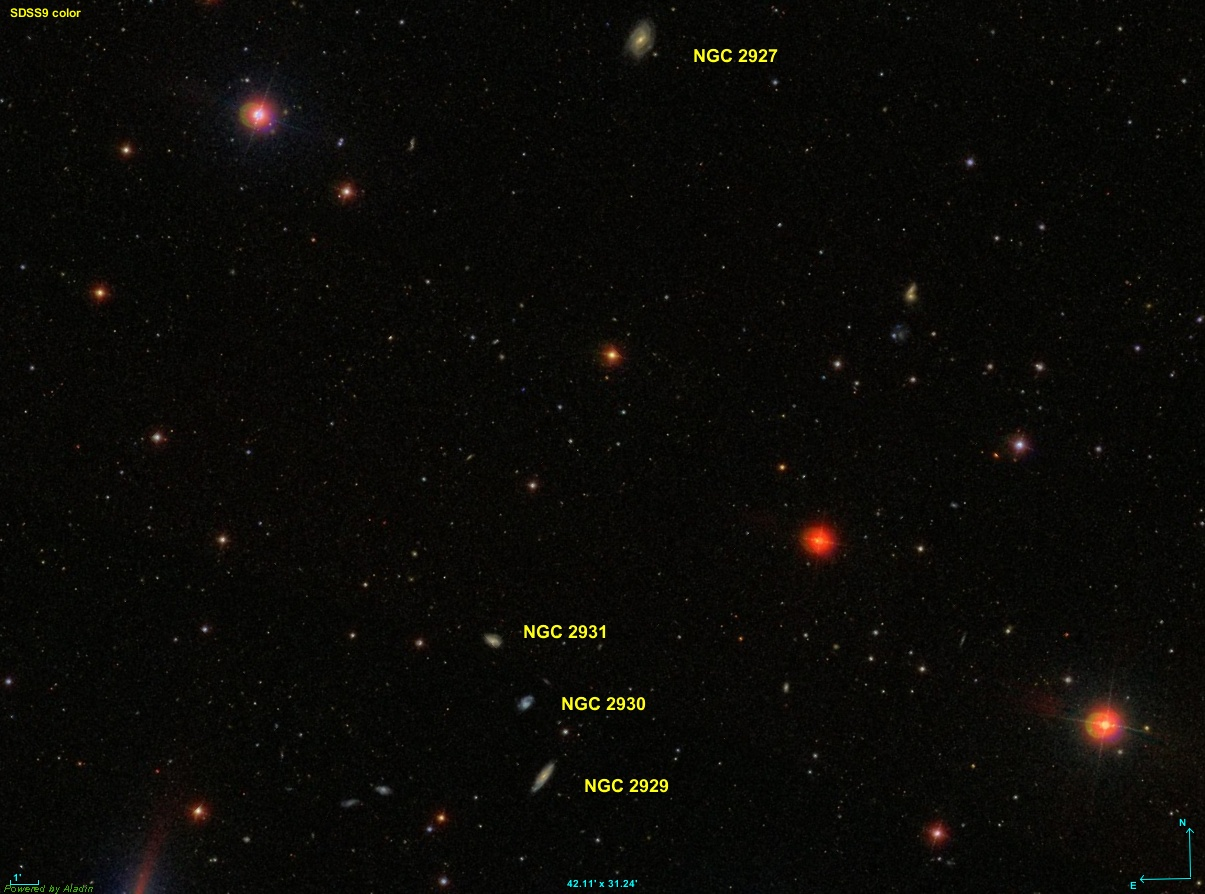
Un groupe de quatre galaxies dans la constellation du Lion?

Les galaxies NGC 2927, NGC 2929, NGC 2930 et NGC 2931 sont dans la même région de la constellation du Lion. Trois de ces quatre galaxies sont à des distances très semblables de la Voie lactée : NGC 2727 à 377 Mal, NGC 2929 à 375 Mal, NGC 2930 à 369 Mal et NGC 2931 à 374 Mal. On pourrait fort bien affirmer qu'elles forment un groupe de galaxies, mais aucune des sources consultées ne le mentionne.